# NBA Street
NBA Street est un jeu vidéo de streetball (basket-ball de rue) édité par EA Sports BIG et développé par EA Canada. Il est sorti en 2001 sur PlayStation 2 et en 2002 sur GameCube. Il s'agit du premier opus de la série des NBA Street, suivi de NBA Street Vol.2.